# 렉스 워너
렉스 워너(Rex Warner, 1905년 3월 9일 ~ 1986년 6월 24일)는 영국의 소설가이다.
옥스퍼드 대학을 졸업하였다. 카프카의 영향을 받아 우의소설(寓意小說)을 썼다. <교수(敎授)>(1938)는 파시즘과 민주주의의 싸움에 있어서 정의를 지키는 교수가 힘에 의하여 패배하는 것을 묘사하였다. 가장 많이 기억되는 작품인 <비행장>(1941)에서는 행동적인 조종사들과 감정적이고 비능률적인 마을사람과의 분쟁을 다루면서 전제주의와 민주주의의 성격을 묘사했다.